# クィントゥス・フフィウス・カレヌス
クィントゥス・フフィウス・カレヌス（ラテン語: Quintus Fufius Calenus、生年不明 - 紀元前40年）は、紀元前1世紀初期・中期の共和政ローマの政務官。紀元前47年に執政官（コンスル）を務めた。

## 出自
カレヌスは無名のプレプス（平民）であるフフィウス氏族の出身である。カピトリヌスのファスティによれば、父のプラエノーメン（第一名、個人名）はクィントゥス、祖父はガイウスである。父に関してはキケロが『ピリッピカ』の中で、一度だけ触れている。それによると、キケロは若い頃にクィントゥス・フフィウスを知っており、ティベリウス・センプロニウス・グラックスを倒した件でプブリウス・コルネリウス・スキピオ・ナシカ・セラピオを称賛したとしている。おそらく、カレヌスの弟は、紀元前70年のガイウス・ウェッレスの裁判に証人として出廷し、紀元前64年のクイントゥス・ムキウスの裁判で検事を務めた、ルキウス・フフィウス・カレヌスと思われる。この関係から、歴史学者は父の代でカレヌスというコグノーメン（第三名、家族名）を名乗っていたと考えている。コグノーメンとしては一般的なものだが、カンパニアの都市カラと関係している可能性がある。その場合、父はカンパニアの地主であり、グラックスが提唱した農地法で経済的打撃を受けたのかもしれない。

## 経歴

### 初期の経歴
カレヌスは青年期に造幣官を務めたと推定される。現存するコインに女神ローマ とイタリア・トゥッリタを描いたものがあるが、鋳造者の名前はカレニ、コルディとなっている。歴史学者はこのうちの一人をカレヌスのことと考えている。もう一人のコルディに該当する人物は不明である。テオドール・モムゼンは、このコインは紀元前74年から49年の間に鋳造されたと考えている。一方で紀元前80年代とする説もある。
現存する文献資料にカレヌスが登場するのは、紀元前60年代になってからである。にもかかわらず、歴史学者はカレヌスが政治活動を開始したのはルキウス・コルネリウス・キンナの時代（紀元前87年 - 紀元前84年）であり、したがって執政官就任時にはかなり高齢であったと考えている。この説を支持する論拠としては、紀元前47年にカレヌスには成人した息子がいたこと、カレヌスの義理の息子の実父は、紀元前82年にスッラが出したプロスクリプティオ（国家の敵宣言）での犠牲者の一人であったこと、などがあげられている。
カレヌスがキンナの支持者であったならば、スッラ独裁政権の間、そしてそれ以降の数年間、じっとしていなければならなかった。紀元前61年になって政治家としてのキャリアを再開し、護民官に就いた。この年の主要な話題の一つは、プブリウス・クロディウス・プルケル（当時はクラウディウス）のスキャンダルだった。前年の紀元前62年、男子禁制のボナ・デアの祭りが最高神祇官カエサルの家で行なわれた際、クロディウスはカエサルの妻であったポンペイアと情交を結ぼうとして、女装してカエサルの家に侵入したものの、すぐに見つかったとされる。この嫌疑によって「神への冒瀆」として告発された。カエサルはクロディウスの無実を主張する一方で、「カエサルの妻たるものは、いかなる嫌疑も受けてはならない」として、妻と離婚した。検察側証人にはキケロとルキウス・リキニウス・ルクッルスが立った。このときカレヌスはクラウディウスの弁護に立ち上がった。彼はこの事件でプラエトル（法務官）が陪審団を結成することを義務づける法律の採択を阻止しようとした。結局この法律は成立するが、カレヌスは当時ローマで最も強力な政治家であったポンペイウスに、この法案を支持するか訪ねた。ポンペイウスはカレヌスが期待する回答はしなかった。その後、カレヌスは新法を修正することに成功した。それは一見取るに足らないように見えたが、状況を根本的に変えた。修正により法務官は裁判陪審員を元老院議員、エクィテス、トリブニ・アエラリイ（正確な定義は不明だが、恐らくトリブスの有力者）の3階級から同数選出することが求められた。その結果、クロディウスは無罪となった。
紀元前59年、カレヌスは法務官に就任した。この年の執政官はカエサルとマルクス・カルプルニウス・ビブルスの対立が目立った。カエサルの後ろには三頭政治を結成したポンペイウスとクラッススがいた。一方でビブルスは元老院の支持を得ていた。このような状況の中、カレヌスはカエサルを支持した。しかし、三頭政治の人気は著しく低下してしまい、これを支持したカレヌスにも打撃を与えた。コルネリウス法（Lex Cornelia de magistratibus）で定められた最短期間である、法務官から3年後にカレヌスは執政官になることができず、しばらくは表舞台から去ることを余儀なくされた。
紀元前50年代には、カレヌスの名前が記録に登場するのは多くない。紀元前56年にはマルクス・ケリウス・ルフスの裁判で検察側の証人となり、紀元前52年初頭にはプブリウス・クロディウスの殺害に関連した元老院の議論に参加している。このときカレヌスは容疑者であるティトゥス・アンニウス・ミロを支持する立場をとった。ミロの弁護にはキケロも加わっていたが、有罪判決が出された。

### カエサルの下で
紀元前51年、カレヌスはガリア征服を進めていたカエサルの下でレガトゥス（副司令官）を務めることとなった。ここでカレヌスはウクセロドゥヌムの包囲戦に参加した。紀元前49年にカエサルとポンペイウスの間に内戦が開始されたときも、カレヌスはカエサル側にいた。3月10日にはフォルミア近くのキケロの別荘を訪ね、ポンペイウスが戦争を開始し、元老院が「浅慮と愚かさ」示したことを非難している。その後マッシリア包囲戦とヒスパニア遠征にも加わった。
紀元前49年末、カレヌスはカエサルと共に、ブルンディシウムからイピロスに渡った。その直後にカレヌスは残りの兵を渡海させるためにイタリアに向かったが、マルクス・カルプルニウス・ビブルスが指揮するポンペイウス派の艦隊に襲われ、30隻が拿捕され、乗員もろとも焼かれてしまった。ポンペイウス側がバルカン半島の港を占領していたので、カレヌスはカエサルに援軍を送る計画を諦めざるを得なかった。翌年1月になって、カレヌスはマルクス・アントニウスと合流し、残りの兵をバルカン半島に移動させることができた。
カエサルはカレヌスをバルカン半島南部に派遣した。デルポイ、テーバイ、オルコメノスは無抵抗で降伏し、アテナイとメガラも長い間抵抗したが、降伏を余儀なくされた。ファルサルスの戦いでの敗北後、ポンペイウス側はペロポネソス半島への足がかりを得ようとしたが、カレヌスはこれを阻止し、パトラス占領でギリシアの征服を終えた。その後カレヌスはこの地を支配し、定期的にエジプトで戦うカエサルに援軍を送った。この間に、オリンピアとオロポスの聖域に、ギリシア人の手によってカレヌスの彫像が建てられている。ローマに戻ったカレヌスは、カエサルから紀元前47年の残りの期間（おそらく3ヶ月）の執政官に任命された。レガトゥスの一人であったプブリウス・ウァティニウスも同時に執政官に任命されている。

### その後
紀元前44年のカエサル暗殺に続く激動の間、カレヌスはローマにいて元老院議員として活動していた。紀元前43年1月1日の会議では、この年の執政官の一人であるガイウス・ウィビウス・パンサ・カエトロニアヌスがカレヌスの義理の息子であったこともあり、カレヌスは最初に発言する権利を与えられた。同日、カレヌスは当時カエサルの指導者の一人であったアントニウスとの交渉を開始することを提案した。しかし、キケロは軍事決着を望み、5回目の『ピリッピカ（アントニウス弾劾演説）』でこれに答えた。しかしながら、結局アントニウスに対する特使の派遣が決定された。紀元前43年末、アントニウスはオクタウィアヌス、マルクス・アエミリウス・レピドゥスと共に第二回三頭政治を結成し、ローマに戻るとプロスクリプティオに基づき反カエサル派（共和派）の粛清を開始した。このとき、カレヌスは粛清リストに含まれていたマルクス・テレンティウス・ウァロを別荘に匿い、命を救っている。
紀元前42年、アントニウスはカレヌスに2個軍団を残し、自身は共和派との決戦のために東方へ出征した。紀元前41年、カレヌスはガリア・ナルボネンシスの総督に就任する。その直後にガリア・コマータ(北方ガリア）総督プブリウス・ウェンティディウス・バッススがペルシアでオクタウィアヌスに包囲された執政官ルキウス・アントニウス救出に向かうと、カレヌスはガリア全土の支配権を獲得し、11個軍団を有した。この兵力をもってイタリアでアントニウスと合流しようとしたが、紀元前40年中頃に病気で急死した。

## 子孫
カレヌスには同名の息子と娘が一人いた。娘は紀元前43年の執政官ウィビウス・パンサと結婚している。

## 評価
キケロは、紀元前61年のプブリウス・クロディウス事件に関連して、カレヌスを「非常に軽薄な人物」 と評している。

## 参考資料

### 古代の資料
- アッピアノス『ローマ史』
- マルクス・トゥッリウス・キケロ『アッティクス宛書簡集』
- マルクス・トゥッリウス・キケロ『ピリッピカ』
- ガイウス・ユリウス・カエサル『内乱記』

### 研究書
- Egorov A. Julius Caesar. Political biography. - SPb. : Nestor-History, 2014 .-- 548 p. - ISBN 978-5-4469-0389-4 .
- Broughton R. Magistrates of the Roman Republic. - New York, 1952. - Vol. II. - P. 558.
- Gray-Fow M. The Mental Breakdown of a Roman Senator: M. Calpurnius Bibulus  (English)  // Greece & Rome. - 1990. - T. 37 , No. 2 . - S. 179-190 .
- Thommen L. Das Volkstribunat der späten römischen Republik . - Historia Einzelschriften. - Stuttgart: Franz Steiner Verlag, 1989. - P.  287 . - ISBN 978-3515051873 .
- Münzer F. Fufius 8 // Paulys Realencyclopädie der classischen Altertumswissenschaft . - 1910. - Bd. VII, 1. - Kol. 203-204.
- Münzer F. Fufius 9 // Paulys Realencyclopädie der classischen Altertumswissenschaft . - 1910. - Bd. VII, 1. - Kol. 204.
- Münzer F. Fufius 10 // Paulys Realencyclopädie der classischen Altertumswissenschaft . - 1910. - Bd. VII, 1. - Kol. 204-207.
- L. Richardson, Jr. (1978). “Honos et Virtvs and the Sacra Via”. American Journal of Archaeology ly (The University of Chicago Press) 82 (2):  240-246. JSTOR 504499.